# ياسمين شناك
ياسمين شناك (بالإنجليزية: Yasmin Schnack)‏ مواليد 4 مايو 1988 في ساكرامنتو، هي لاعبة كرة مضرب أمريكية بدأت مسيرتها كمحترفة سنة 2012 تلعب باليد اليمنى. أعلى تصنيف لها في الفردي كان المركز الـ 371 في سنة 2012. أعلى تصنيف لها في الزوجي كان المركز الـ 140 في سنة 2012.

## روابط خارجية
- ياسمين شناك على موقع رابطة محترفات التنس (الإنجليزية)
- ياسمين شناك على موقع الاتحاد الدولي لكرة المضرب (الإنجليزية)
- ياسمين شناك على موقع إي إس بي إن.كوم (الإنجليزية)